# Brodziec piskliwy
Brodziec piskliwy, brodziec krzykliwy, kuliczek piskliwy, piskliwiec (Actitis hypoleucos) – gatunek średniego ptaka wędrownego z rodziny bekasowatych (Scolopacidae). Nie jest zagrożony wyginięciem.

## Systematyka
Dawniej bywał łączony w jeden gatunek z brodźcem plamistym (A. macularius). Nie wyróżnia się podgatunków.

## Występowanie
Zamieszkuje niemal całą Europę oraz umiarkowaną strefę Azji po Kamczatkę, Sachalin i Japonię. Przeloty: kwiecień–maj i lipiec–listopad. Zimuje w Europie Zachodniej (czasem też Środkowej), nad Morzem Śródziemnym, w Afryce Zachodniej i Subsaharyjskiej, na Bliskim Wschodzie, w Azji Południowej, Południowo-Wschodniej (w tym Indonezji) oraz Australii i Nowej Gwinei, nieregularnie na wyspach Oceanii. W Zachodniej i Środkowej Europie występuje coraz bardziej wyspowo. W Polsce występuje bardzo nielicznie na całym niżu aż po tereny podgórskie, choć jego rozmieszczenie jest nierównomierne.

## Morfologia

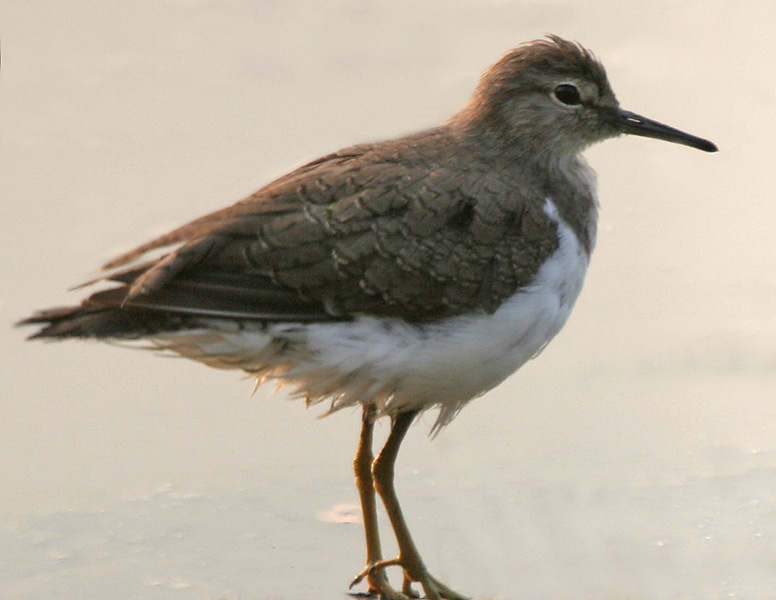
Brodziec piskliwy w szacie zimowej, Indie

WyglądJest nieco większy od wróbla. Brak wyraźnego dymorfizmu płciowego. W szacie godowej wierzch ciała jest oliwkowoszary z czarnymi, podłużnymi plamami. Nad okiem biegnie biała brew. Boki szyi i głowy szare, spód ciała biały, odgraniczony wąskim pasem w stronę barku. Białe jest również podgardle. Ogon długi, ciemny z jaśniejszymi brzegami. Dziób ciemny, krótszy niż u innych brodźców, ale trochę dłuższy od głowy. Nogi są stosunkowo krótkie. W szacie spoczynkowej znika kreskowanie na wierzchu ciała, a boki szyi stają się białe, jak reszta spodniej strony ciała. Osobniki młodociane ubarwione jak dorosłe w szacie spoczynkowej, jednak pokrywają je jeszcze rdzawe plamki i rudawe otoczki piór na grzbiecie.
Wymiary średniedługość ciała ok. 20–22 cm
rozpiętość skrzydeł ok. 33–40 cm
masa ciała ok. 35–85 g

## Ekologia i zachowanie

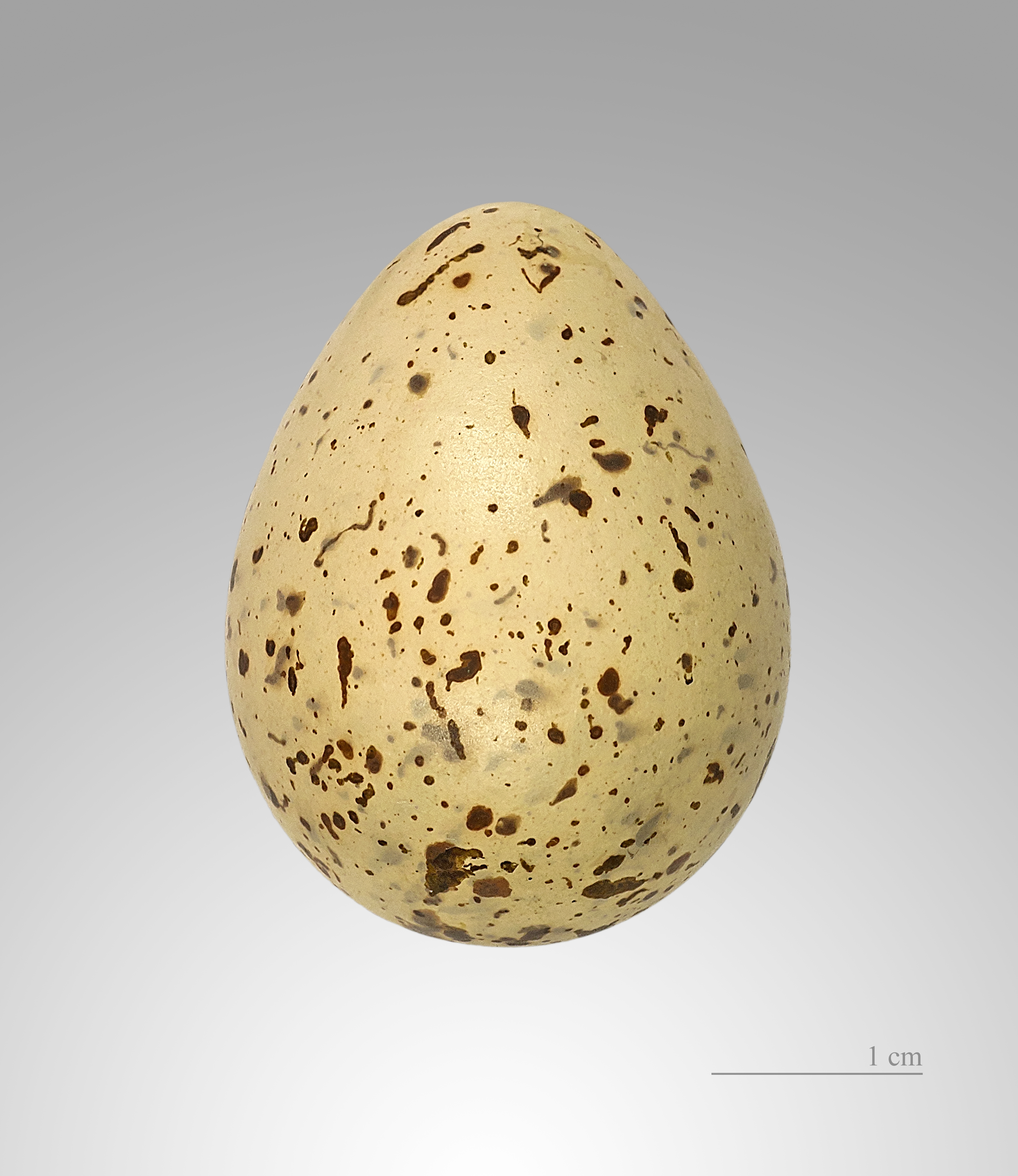
Jajo z kolekcji muzealnej

BiotopKamieniste i piaszczyste brzegi wód, a szczególnie chętnie nieuregulowanych rzek, zakol i strumieni, na ich aluwiach oraz na wysepkach porośniętych trawami, krzewami i drzewami. W Europie na nizinach aż do 1900 m n.p.m. w Szwajcarii, a w Azji Środkowej również w górach zamieszkuje obszary do 4000 m n.p.m., przemieszczając się tam najczęściej wzdłuż rzek. Czasem zdarza się mu gniazdować nad wodami stojącymi, na żwirowych brzegach jezior, zalewów i w kopalniach żwiru, ale unika mulistych obszarów (w przeciwieństwie do innych siewek). W czasie wędrówek można go spotkać nad zbiornikami w głębi lądu, pojedynczo lub w małych grupach.
ZachowaniePo ziemi chodzi, kiwając głową i ogonem, zdarza mu się huśtać na nogach. Wieczorami znajdują się wydając okrzyki i zbierają się w dużych grupach na piaszczystych i żwirowych brzegach. Lot charakterystyczny tylko dla tego gatunku – ptaki lecą nisko nad wodą, raz na przemian bijąc energicznie skrzydłami, a innym razem ślizgając się z opuszczonymi skrzydłami. Widać wtedy na nich biały pas i czarne obrzeżenie na końcu i bokach ogona. Wobec przeciwnika przybiera agresywną postawę z podniesionymi skrzydłami lub po prostu rzuca się na niego z krzykiem.
TokiBrodźce piskliwe na lęgowiska wracają parami w kwietniu i maju, gdzie zajmują wybrany rewir. Jest nim ustalony fragment wzdłuż biegu rzeki, broniony zażarcie. Przywiązuje się do swego miejsca gniazdowania przez wiele lat, więc często spotyka zeszłorocznego partnera. W czasie toków samca można zobaczyć jak leci nisko nad wodą, podobnie jak nietoperz, lub na wysokości drzew wokół partnerki. W tym okresie w ten sposób też żeruje. Bez przerwy słychać wtedy jego „hididi hididi”. Gdy usiądzie na ziemi, zaczyna tańczyć wokół samicy. Wygrzebuje parę gniazd w piasku lub między kamieniami w trawie lub pod krzakami. Samica wybiera jedno z nich, po czym wyścieła je źdźbłami i liśćmi traw.
GniazdoNa ziemi, pod osłoną zarośli lub traw. Czasem zakładane pomiędzy pływającą roślinnością.
JajaW ciągu roku wyprowadza jeden lęg, składając w maju–czerwcu 4 żółtobrązowe, ciemno kropkowane jaja. Jaja te są wyjątkowo ciężkie: jajo ważącej 45 g samicy waży 12 g, czyli 26,7% masy ciała matki, zaś pełny lęg, złożony w ciągu 4 dni i liczący 4 jaja – 106,7% masy samicy.
Okres lęgowyJaja wysiadywane są przez okres 20–22 dni przez obydwoje rodziców. Gdy jeden z rodziców jest na jajach, drugi strzeże okolicy siadając na podwyższeniu np. kamieniu. Pisklęta opuszczają gniazdo po kilku godzinach, od razu mając zdolność do samodzielnego pobierania pokarmu, a zdolność lotu zdobywają w wieku 3 tygodni. W czasie wychowywania młodych samiec jest agresywny wobec intruzów, używa też głośnego krzyku. Gdy ten pilnuje rewiru, samica tymczasem prowadzi młode w ukryte i bezpieczne gęstwiny. Pisklęta samodzielne stają się po 30 dniach. W puchu mają ciemniejszy pas przechodzący przez głowę i grzbiet przerwany na karku. Przez oko przebiega drugi, węższy pas. Brodziec piskliwy odlatuje z lęgowisk, już poczynając od lipca aż do października.
PożywienieBezkręgowce, m.in. owady, drobne mięczaki, skorupiaki, dżdżownice, robaki i pajęczaki. Pożywienie wydziobują pomiędzy kamieniami, z mulistego podłoża i próchniejącego drewna, gdzie znajdują głównie owady.

## Status i ochrona
Międzynarodowa Unia Ochrony Przyrody (IUCN) uznaje brodźca piskliwego za gatunek najmniejszej troski (LC – Least Concern) nieprzerwanie od 1988 roku. Liczebność światowej populacji, według szacunków organizacji Wetlands International z 2015 roku, mieści się w przedziale 2,6–3,2 milionów osobników. Trend liczebności populacji uznawany jest za spadkowy.
W Polsce podlega ścisłej ochronie gatunkowej; dodatkowo obowiązuje zakaz fotografowania, filmowania lub obserwacji, mogących powodować płoszenie lub niepokojenie. W latach 2013–2018 liczbę par lęgowych na terenie kraju szacowano na 1600 do 2200. Na Czerwonej liście ptaków Polski uznany za gatunek najmniejszej troski (LC).
Wiele miejsc lęgowych tego brodźca zniszczono przez regulację rzek, zabudowę ich brzegów i likwidację wysp występujących w nurcie cieków wodnych.